# Шапкино (Татарстан)
Шапкино — деревня в Камско-Устьинском районе Татарстана. Входит в состав Янгасалского сельского поселения.

## География
Находится в западной части Татарстана на расстоянии приблизительно 17 км на северо-запад по прямой от районного центра посёлка Камское Устье у речки Семга.

## История
Основана во второй половине XVII века. В 1870 году здесь была построена мечеть.
В «Списке населенных мест по сведениям 1859 года», изданном в 1866 году, населённый пункт упомянут как казённая деревня Шапкино 1-го стана Тетюшского уезда Казанской губернии. Располагалась при речке Мажарке, по правую сторону Казанского торгового тракта, в 45 верстах от уездного города Тетюши и в 26 верстах от становой квартиры в казённом селе Новотроицкое (Сюкеево). В деревне, в 67 дворах жили 382 человека (203 мужчины и 179 женщин), была мечеть.

## Население
Постоянных жителей насчитывалось в 1782 — 73 души мужского пола, в 1859 — 415, в 1897 — 597, в 1908 — 700, в 1920 — 772, в 1926 — 554, в 1938 — 430, в 1949 — 342, в 1958 — 318, в 1970 — 338, в 1979 — 272, в 1989 — 189. Постоянное население составляло 180 человек (татары 100 %) в 2002 году, 149 — в 2010.